# S-Master
S-Masterとは、ソニーが開発したフルデジタルアンプの商標である。正式名称はストリーム・マスター・デジタルアンプである。

## 概要
S-Masterは、ソニーが長年にわたり蓄積したD/A変換技術を発展させ、開発された技術である。音声信号をフルデジタルで処理することができる。S-Masterは、音の歪みや音質の劣化、変換時に生じるノイズを最小に抑え、原音を忠実に再生することができる。また、S-Masterはアナログアンプと異なり、音声信号の波形を高速でサンプリングして音声をデータ化した後で増幅、再びアナログの信号に戻すために電力効率がよく、小型化しても音質の劣化が少ないのが特徴である。

## 特徴

### S-Master
性能:24bit/96KHz
高い時間軸精度をもったオーディオパルスを生成するS-Masterプロセスと、オーディオパルスの電力増幅をするオーディオパルスドライバーに大別される。S-Masterでは、アンプの小型化が可能で、複数のS-Masterを組み込むことでマルチチャンネルにも対応している。以下の特徴を持つ。
一貫したフルデジタル処理
入力段で様々なデジタルオーディオ信号を受け取った後、音質に有害なジッターを水晶発振器の精度まで低減。次に、独自に開発した高精度演算アルゴリズム（デジタル信号の量子化ノイズのスペクトラムを制御する技術）で、出力段を駆動する1ビットのオーディオパルス信号を生成する。このパルス信号で安定化した電源電圧を、高速かつ高精度にスイッチングして電力増幅を行う。ここで増幅された出力信号はD/A変換された後、ローパスフィルターを経由して出力される。
S-Masterプロセスによって生成された高精度なパルス信号は、パワードライバーによってスピーカーを駆動できる電力をもったオーディオパルスとなる。パワードライバーは、2個のMOS-FETで構成されたディスクリート回路によるプッシュプル電力スイッチで、実際にはパワードライバーを2組使ってバランス駆動している。これを高速でスイッチングすることによりオーディオパルスを出力している。
クロスオーバーひずみの排除
多くのアナログアンプでは、信号波形の上下に2つの増幅素子（トランジスターなど）を使い、上半分と下半分の波形を中央でつなげてトータルの出力を得るシステムとなっている。このため、つなぎ目にあたるゼロボルト付近でクロスオーバーひずみが発生し、このひずみは発熱によるひずみなどとともに、フィードバック制御で抑圧される。しかし、増幅率の小さくなる高域では、完全に補正することは困難で、抑圧の結果、別のひずみが発生することも知られている。もちろん、上下のデバイスを常に動作させるAクラス動作によって、クロスオーバーひずみを解消することは可能だが、発熱が大きく電力効率も下がるため、チャンネル数の多いホームシアター用パワーアンプには適さないとされている。
S-Masterでは、出力デバイスはオンまたはオフの動作のみを行い、オーディオ波形はパルスの疎密が決定するので、クロスオーバー付近が他の部分と差がないため、原理的にクロスオーバーひずみが発生せず、さらに、素子の増幅率変化などの影響も受けにくい。
高い電力効率・大出力化・発熱量の低下
デジタル方式による信号増幅は、素子の増幅率が変わっても音質変化が少なく発熱も少ないため、熱による音質劣化はほとんど生じない。S-Masterでは、電力効率が90%以上ときわめて高いため、同サイズの電源部を持つアナログアンプと比べて大出力化も容易である。実は、このパワーアンプの大出力化は大音量再生よりも、瞬間的な音楽信号のピークを正確に再現するために必要となるものであり、音楽、映画を問わず、迫力ある音の再生には不可欠である。
クリーンデータサイクル
デジタルデータの記録や伝送によって発生するジッター（デジタルデータの時間間隔のゆらぎ）は、PLL（Phase Locked Loop）によるクロック再生法で除去されるが、この方法では低周波のジッターが除去できず、位相ひずみとして音質を劣化させる。クリーンデータサイクルはこうしたジッターの影響をデジタル領域で除去する機能。ここでは、純度の高い基準クロックを使って入力されたデータの周期を監視し、データが本来存在すべき時間間隔を高精度に割り出す。この監視は非常に長い時間間隔で行うため、低周波のジッターも除去できる。これにより、音源収録時にA/D変換された直後のフレッシュな音質をそのままに再現でき、重厚で広々とした空気感の表現が可能になり、より生き生きとした再生ができる。
C-PLM
Complimentary-Pulse Length Modulationの略で、S-Masterプロセスの中心となるパルス変換をするソニー独自の方式。一般的なデジタルアンプで使われるPWM（Pulse Width Modulation）では、原理的に二次ひずみが発生する欠点がある。C-PLMでは、ハイパワー時とローパワー時の変換利得の変化が理論的になくリニアリティーに優れ、二次ひずみは発生しない。また、電源の利用効率が高く、低い電源電圧でハイパワーが得られるという特長もあり、他のデジタルアンプに比べて特性が非常に良いとされる。
S-TACT
出力パルスにジッターを発生させないための技術。S-Masterのパルス生成回路が出力するパルス信号は、高周波ノイズを含むものの、オーディオ帯域はアナログ信号そのもの。S-Masterプロセスの最終段となるパルス生成回路は、半導体内部でデジタル演算部分から分離してマスタークロックの直近に配置。これにより、ノイズの影響を避け、同時にマスタークロックを直接送り込むことで、ジッターの混入を阻止することができる。

### S-Master PRO
性能:32bit/192KHz
以上のように、フルデジタルアンプとしては非常に優れたシステムであるが、他のデジタルアンプと同様に、デジタルアンプ特有の問題点を抱えたままとなっていた。S-Master PROでは、以下に挙げる機能の追加とデジタルアンプ特有の問題点を解決することを目指して開発された。
パルスハイトボリューム
デジタルアンプにおける音量調節は、1以下の係数を掛け合わせることによって行われるが、この方法では小数点以下の値は四捨五入されて、下位ビットのオーディオ情報が失われるため、音質が劣化する。パルスハイトボリュームでは、スイッチングパルスの振幅を増減させることによってボリューム調節が行われるので、データを直接扱わずにディティールの高い再生を可能とした。
DCフェースリニアライザー
一般的にアナログアンプはDC付近で位相回転が起こるのに対して、デジタルアンプはDC付近で位相回転が起こらないとされている。しかし、市販されているスピーカーの多くは、位相回転が起こることを前提としてチューニングされているため、デジタルアンプの音はアナログアンプと違った音質になる。DCフェースリニアライザーはDSPによる演算によってアナログアンプと同じ位相回転を再現することで、デジタルアンプでありながらアナログアンプに迫る低音再現性を実現した。
S-Master搭載機種の一部ではあるが、この機能は搭載している。
DSD信号入力対応
従来はアナログ変換が必要であったDSD信号のデジタル転送が可能になり、鮮度の高い処理が可能となった。iLinkまたはHDMI v1.2以降で対応。尚、入力されたDSD信号はデジタルフィルターを通して処理される。
高帯域の改善
S-Masterでは実現できなかった高帯域におけるS/N比が改善され、高級アナログアンプに迫るクリアな高音を実現した。

### S-Master MX
「S-Master」をモバイル機器用にさらに進化させ、音声信号をフルデジタル処理する際のプロセスをさらに最適化することで、従来よりも歪みやノイズを低減し、小音量から大音量までディテールを維持した高音質を実現している。また、迫力ある低音のエネルギー感、スピード感を余すところなく再現しながらも、繊細な空気感までリアルに再現し、臨場感あふれる音を実現している。
2013年12月発表のウォークマン Mシリーズ(NW-M505)にて改良されたS-Master MXが搭載された。後述のS-Master HXと同じく、電源を左右正負の4つを独立させ、カップリングコンデンサーも廃止し、-電源を追加することにより左右の音の相互干渉も軽減され、ステレオ感がさらに強調されるようになった。 

### S-Master HX
性能:24bit/192KHz(第1世代)、32bit/384kHz・DSD 11.2MHz(第2世代・CXD3778GF)、32bit/768kHz・DSD 22.4MHz(第3世代・FPGA)
「S-Master MX」をFLACなどのハイレゾ音源に対応させたフルデジタルアンプ。S-Master駆動用に-電源を追加していて、左右それぞれに+-の計4つの電源が搭載されている。そのためカップリングコンデンサを省くことができ、低域の減衰を軽減した。
2016年10月発表のウォークマン WM1シリーズ(NW-WM1Z、WM1A)やA30シリーズには大幅に進化されたCXD3778GFが搭載され、ヘッドホン出力の向上やDSDネイティブ再生(WM1シリーズ・バランス出力のみ)、WM-PORTからのDSDネイティブ出力ができるようになった。
さらに、ESの称号を冠したWM-PORT接続端子を備えウォークマン WM1シリーズの母艦としても対応できる据え置きUSB DAC内蔵ヘッドフォンアンプ(TA-ZH1ES)も同時に発売された。こちらに搭載されるS-master HXは、据え置きという環境を活かしD.Aハイブリッドというデジタル増幅出力とアナログ増幅出力を差分合成して出力する形式を取っている。デジタル増幅部は従来形式を継承し、デジタル演算部にSoCでは無くFPGAを使い、アナログ増幅部にアナログアンプを新たに搭載し構成されている。

## 搭載されている製品

### ウォークマン
| - 2009年発売 - Xシリーズ NW-X1000 (Master) - Aシリーズ NW-A840 (Master) - 2010年発売 - Aシリーズ NW-A850 (Master) - 2011年発売 - Zシリーズ NW-Z1000 (MX) - Aシリーズ NW-A860 (MX) - 2012年発売 - Fシリーズ NW-F800 (MX) - 2013年発売 - ZXシリーズ NW-ZX1 (HX) - Fシリーズ NW-F880 (HX) - Mシリーズ NW-M500 (MX・改良版) - 2014年発売 - Aシリーズ NW-A10 (HX) | - 2015年発売 - ZXシリーズ NW-ZX2 (HX) - Aシリーズ NW-A20 (HX) - ZXシリーズ NW-ZX100 (HX) - 2016年発売 - WM1シリーズ NW-WM1Z / NW-WM1A (HX・第2世代) - Aシリーズ NW-A30 (HX・第2世代) - 2017年発売 - ZXシリーズ NW-ZX300 (HX・第2世代) - Aシリーズ NW-A40 (HX・第2世代) - 2018年発売 - ZXシリーズ NW-ZX300G (HX・第2世代) - Aシリーズ NW-A50 (HX・第2世代) - 2019年発売 - ZXシリーズ NW-ZX500 (HX・第2世代) - Aシリーズ NW-A100 (HX・第2世代) - 2022年発売 - WM1シリーズ NW-WM1ZM2 / NW-WM1AM2 (HX・第2世代) - 2023年発売(2/12時点) - ZXシリーズ NW-ZX700(HX・第2世代) - Aシリーズ NW-A300(HX・第2世代) |

### ICレコーダー
- ICD-SX813 (Master)
- ICD-SX1000 (Master)
- ICD-SX2000 (HX)

### NETJUKE
- NAS-M70HD (Master)
- NAS-M90HD (Master)
- NAS-M75HD (Master)
- NAS-M95HD (Master)
- NAS-M700HD (Master)

### システムステレオ
- CAS-1 (HX・改良版)
- CMT-BT40 (Master)
- CMT-BT60 (Master)
- CMT-BT80W (Master)
- CMT-SBT100 (Master)
- CMT-SBT300W (Master)
- CMT-SX7 (HX)
- CMT-X5CD (Master)
- CMT-X7CD (Master)
- MAP-S1 (HX)
- SA-Z1 (HX・第3世代)

### アクティブスピーカー
| - LSPX-S1 (Master) - LSPX-S2 (HX) - SRS-HG1 (HX) - SRS-HG10 (HX) - SRS-X5 (Master) - SRS-X7 (Master) - SRS-X9 (HX) - SRS-X33 (Master) - SRS-X55 (Master) - SRS-X77 (Master) - SRS-X88 (HX) - SRS-X99 (HX) - SRS-XB2 (Master) - SRS-XB3 (Master) | - SRS-XB20 (Master) - SRS-XB30 (Master) - SRS-XB40 (Master) - SRS-XB21 (Master) - SRS-XB31 (Master) - SRS-XB41 (Master) - SRS-XB22 (Master) - SRS-XB32 (Master) - SRS-XB23 (Master) - SRS-XB33 (Master) - SRS-XB43 (Master) - SRS-ZR7 (HX) |

### スマートスピーカー
- SRS-XB402M (Master)
- SRS-XB402G (Master)
- SRS-XB501G (Master)

### ヘッドフォン
- MDR-NC100D (Master)
- MDR-NC200D (Master)
- MDR-NC300D (Master)
- MDR-1RBT / MDR-1RNC (Master)
- MDR-10RNC (Master)
- MDR-1RBTMK2 / MDR-1RNCMK2 (Master)
- MDR-1ADAC / MDR-1ABT (HX)
- MDR-1000X (HX)
- WH-1000XM2 (HX)
- WI-1000X (HX)

### ヘッドフォンアンプ
- TA-ZH1ES (HX・第3世代)

### VAIO
- type R (Master)
- type L (Master)
- Lシリーズ (Master)
- VAIO Duo 11 (Master・ヘッドホン使用時のみ) / 13 (Master)

### サウンドバー/ホームシアターシステム
| - HT-A9 (HX) - HT-A7000 (HX) - HT-CT100 (Master) - HT-CT380 (Master) - HT-CT780 (Master) - HT-CT790 (Master) - HT-G700 (Master) - HT-IS100 (Master) - HT-NT3 (HX) - HT-NT5 (HX) - HT-MT300 (Master) - HT-MT500 (HX) - HT-RT5 (Master) - HT-S100F (Master) - HT-S200F (Master) - HT-S350 (Master) - HT-S400 (Master) - HT-SF2000 (Master) - HT-ST5 (Master) - HT-ST9 (HX) - HT-ST5000 (HX) - HT-X8500 (Master) - HT-X9000F (Master) | - HT-XT1 (Master) - HT-XT100 (Master) - HT-XT2 (Master) - HT-XT3 (HX) - HT-ZR5P (Master) - HT-Z9F (HX) - DAV-DZ220 (Master) - DAV-DZ110 (Master) - DAV-LF1H (32bit Master) - DAV-IS10 (Master) - DAV-S550 (Master) - DAV-S880 (Master) - RHT-G1200 (Master) - RHT-G900 (Master) - RHT-G500 (Master) - SA-SW3 (Master・ワイヤレスサブウーファー) - SA-SW5 (Master・ワイヤレスサブウーファー) - SA-RS3S (Master・ワイヤレスリアスピーカー) - SA-RS5 (Master・ワイヤレスリアスピーカー) |

### AVアンプ/ステレオアンプ
| - TA-DA9000ES (PRO) - TA-DA9100ES (PRO) - TA-DA7000ES (PRO) | - TA-FA1200ES (PRO) - TA-F501 (PRO) - TA-DR1 (PRO) - TA-DR1a (PRO) |

### タブレット (コンピュータ)|タブレット
- Xperia Tablet S (Master)[2]

### ブラビア
| - KJ-A8G (Master) - KJ-A9F (Master) - KJ-A9G (Master) - KJ-Z9F (Master) - KJ-X8000C/X8500C (Master) - KJ-X8000G (Master) - KJ-X8500G/X8550G (Master) - KJ-X9000C (Master) | - KJ-X9300C/X9400C (HX) - KJ-X9350D (HX) - KJ-X9500E (HX) - KJ-X9500G (Master) - KJ-W600A (Master) - KJ-W730C (Master) - KJ-W870C (Master) |

## 過去に搭載されていた製品
- Listen
- WEGA
- QUALIA 007